# Kimberley McRae
Kimberley McRae (Victoria, 24 de mayo de 1992) es una deportista canadiense que compite en luge en la modalidad individual.
Ganó una medalla de bronce en el Campeonato Mundial de Luge de 2017, en la prueba individual. Participó en dos Juegos Olímpicos de Invierno, en los años Sochi 2014 y Pyeongchang 2018, ocupando el quinto lugar en ambas ocasiones en la prueba individual.

## Palmarés internacional
| Campeonato Mundial | Campeonato Mundial | Campeonato Mundial | Campeonato Mundial |
| Año                | Lugar              | Medalla            | Prueba             |
| ------------------ | ------------------ | ------------------ | ------------------ |
| 2017               | Igls (Austria)     | Medalla de bronce  | Individual         |